# Яків Венеціанський
Яків Венеціанський ( лат. Jacobus de Venetia або de Venetiis ; італ. Giacomo da Venezia; помер прибл. 1147)  був венеціанським католицьким священиком, який працював у Візантійській імперії та був визначним перекладачем Арістотеля в епоху Відродження 12-го століття.
До Якова Арістотель був відомий у Західній Європі насамперед завдяки Боецію. Яків був «першим систематичним перекладачем Арістотеля після Боеція». Яків активно діяв у Константинополі, працюючи безпосередньо з візантійськими грецькими копіями філософських текстів, а не з арабськими перекладами, які використовували християнські вчені в Іспанії приблизно в той же час.
Яків переклав Задню аналітику з грецької на латинську в межах 1125–1150 років. Вперше за понад 500 років це зробило Нову логіку Органону доступною в Західній Європі. Яків також переклав такі твори як Фізика, Про душу та Метафізика (найстаріший відомий латинський переклад праці). 